# Tobelbach (Ippachbach)
Der Tobelbach ist ein etwa 31⁄2 Kilometer langer Bach im Bregenzerwaldgebirge und ein rechter Zufluss des Ippachbachs, der im österreichischen Bundesland Vorarlberg verläuft und im Wolfurter Ortsteil Flotzbach mündet.

## Geographie

### Lage
Der Tobelbach ist der nordwestlichste Bach der Lorenaberge und der nördlichste, der in die Dornbirner Ach entwässert. Durch eine Verrohrung wird ein Teil des Wassers in die nahegelegene Bregenzer Ach geleitet.

### Quellgebiet
Die Quelle liegt im Kerngebiet des Ippachwaldes auf 646 Metern Höhe an der Nordwestflanke des Schneiderkopfes. Rund um das Quellgebiet befinden sich neu errichtete Forstwege, der Saustalleckweg, der Saustall Oberer Graben, der Sackweg und der Bienenhausweg.

### Verlauf
Der Bach bildet ein Tobel Richtung Westen. Bei Gewässerkilometer 3 quert der Forstweg Ippach II den Bach mit einer Furt. Der Forstweg ist nur mit einem Traktor befahrbar und endet gleich nach der Furt. Bei Gewässerkilometer 2,7 quert ein Wanderweg ebenfalls mit einer Furt den Bach, hier besteht hohe Rutschgefahr.
Bei Gewässerkilometer 2,4 ist ein Auffangbecken am Waldrand, von hier weg wird ein großer Teil des Wassers über eine Verrohrung in die Bregenzer Ach nach Norden geleitet. Ein kleiner Teil fließt weiter nach Westen, zuerst durch eine Wiese, dann wieder in ein steiles Waldtobel. Bei Gewässerkilometer 1,9 erreicht der Bach Siedlungsgebiet und wurde auch hier verrohrt. Von Gewässerkilometer 1,27 bis 0,85 wurde der Bach renaturiert. Das letzte Stück in der Ebene des Vorarlberger Rheintals ist wieder verrohrt. Das letzte Stück der Verrohrung liegt im Gemeindegebiet von Lauterach.

### Mündung
Der Bach mündet in den Ippachbach, der kurz danach den Eulentobelbach aufnimmt und dann Landgraben genannt wird. Die Mündung liegt exakt auf der Grenze Wolfurt/Lauterach.

## Historische Bedeutung
Die Rheintalebene war sumpfig, die Berghänge waren bewaldet und unzugänglich. Am Übergang der Berge in die Ebene entstanden durch die Bäche Schwemmkegel, die für menschliche Siedlungen geeignet waren. Das gilt auch für den Tobelbach. Nördlich des Tobelbachs sind das Oberfeld und direkt oberhalb des Baches der Kirchbühel, südlich der Schlossbühel. Das Trinkwasser kam vom Tobelbach. Die Alemannen errichteten um das Jahr 500 hier eine Marktgenossenschaft, den Kellnhof. Erstmals 1167 wird die Kapelle St. Nikolaus auf dem Kirchbühel urkundlich erwähnt. Es entstand ein Dorf, das heutige Wolfurt. 1517 wird der erste Dorfbrunnen gebaut, das Wasser stammt vom Tobelbach. Bis ins 20. Jahrhundert wurde hier das Trinkwasser geholt. Heute stehen hier die Pfarrkirche Wolfurt, das Schloss Wolfurt und auch der Dorfbrunnen existiert noch.

## Hochwassergefahr
Durch den Tobelbach liegt der Ortskern von Wolfurt in der gelben Gefahrenzone.